# Michèle Marineau
Michèle Marineau est une romancière québécoise née à Montréal en 1955.

## Biographie
Michèle Marineau étudie la médecine, l'histoire de l'art et la traduction, avant de découvrir qu'elle souhaite écrire ses propres romans.
Elle mène depuis une double carrière de traductrice et d'auteure de livres pour la jeunesse,.
Elle est en couple avec l'auteur François Gravel.

## Œuvres
- Cassiopée - L'Été polonais, 1988
- Cassiopée - L'Été des baleines, 1989
- L'Homme du Cheshire, 1990
- La Route de Chlifa, 1992
- Les vélos n'ont pas d'états d'âme, 1998
- Rouge poison, 2000
- Cassiopée, 2002
- Marion et le nouveau monde, 2002
- La Troisieme Lettre, 2007
- Barbouillette, 2011
- Pétillo, 2013

## Prix honorable
- 1988 - Prix du Gouverneur général, Cassiopée ou l'été polonais
- 1991 - Finaliste du Prix du Gouverneur général, Sur le rivage
- 1992 - Finaliste du Prix du Gouverneur général, Le monde merveilleux de Marigold
- 1993 - Prix Alvine-Bélisle, La Route de Chlifa
- 1993 - Prix 12/17 Brive-Montréal, La Route de Chlifa
- 1993 - Prix du Gouverneur général, La Route de Chlifa
- 1994 - Finaliste du Prix du Gouverneur général, Au-delà des ténèbres
- 1999 - Prix ado-lisant, La Route de Chlifa
- 2001 - Prix du livre M. Christie ,Rouge poison
- 2002 - Prix Québec-Wallonie-Bruxelles de littérature de jeunesse, Marion et le nouveau monde
- 2003 - Palmarès Communication-Jeunesse des livres préférés des jeunes